# Brenton Brown
Brenton Brown, geboren op 1 juli 1973 in Zuid-Afrika. Hij is een christelijke liedjesschrijver en aanbiddingsleider.

## Albums
- Come Now is the Time (1998)
- Hungry (1999)
- Surrender (2000)
- I love Your presence (2000)
- Holy (2001)
- Humble King (2002)
- Aanbiddingsliedjes: Collectie VK
- Lord reign in me (2003)
- Turn It All Down (2006)
- Everlasting God (2006)
- Because of Your Love (2008)
- Adoration (2010)